# Peter Hutchinson (Maler)

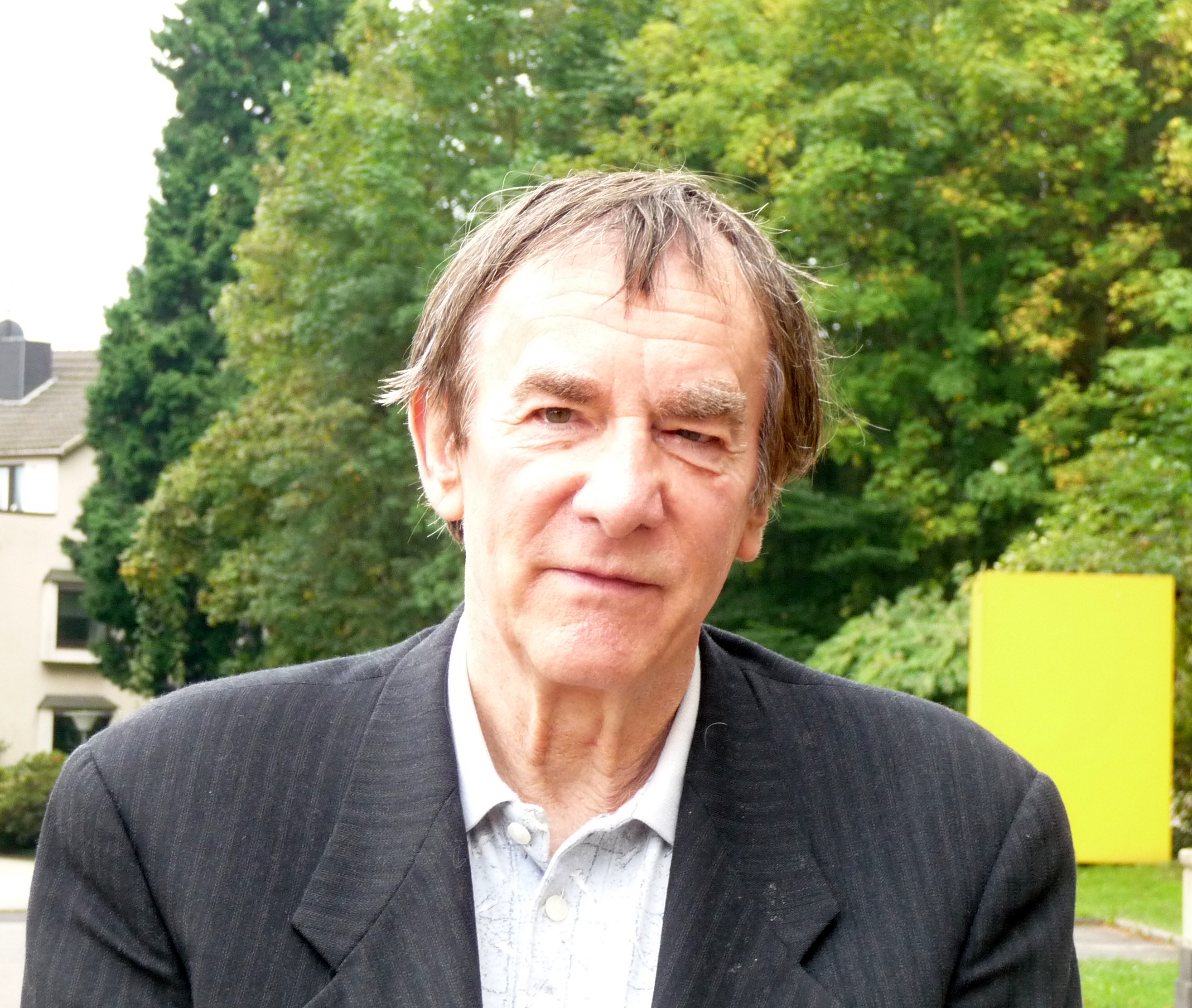
Peter Hutchinson, 2009

Peter Hutchinson (* 27. August 1930 in London; † 26. Juni 2025 in Provincetown, Massachusetts) war ein britisch-amerikanischer Maler, Land-Art- und Konzeptkünstler.  
Hutchinson gilt als einer der Wegbereiter der Land Art. Seine Arbeiten sind u. a. in den Sammlungen des Centre Georges Pompidou in Paris, des Museum Boijmans Van Beuningen in Rotterdam, dem Museum für Gegenwartskunst in Basel, der National Gallery of Art in Washington und dem Museum of Modern Art in New York vertreten.
Ab 1981 lebte und arbeitete er in Provincetown, Massachusetts.

## Leben
Hutchinson wuchs in England auf dem Land auf. Nachdem er seinen Militärdienst abgeleistet hatte, verließ er 1953 England, um in den USA zu studieren. Sein Studium in Illinois schloss er 1962 mit dem Bachelor of Fine Arts ab. In den ersten Jahren nach Beendigung seines Studiums unternahm er Reisen sowohl in den Westen des Kontinents, die Karibik, nach Mexiko und nach England als auch in die nähere Umgebung von New York, wo er von 1962 bis 1981 lebte und wo er verschiedentlich Objekte der Land-Art installierte.
Ab dem Ende der 1960er Jahre war Hutchinson mit Bill Beckley, Dan Graham, Sol LeWitt, Dennis Oppenheim und Robert Smithson befreundet. Von allem Oppenheim und Smithson wurden seine enge Freunde, deren Konzepte und Vorstellungen auch in Hutchinsons Arbeiten Niederschlag fanden.

## Werk

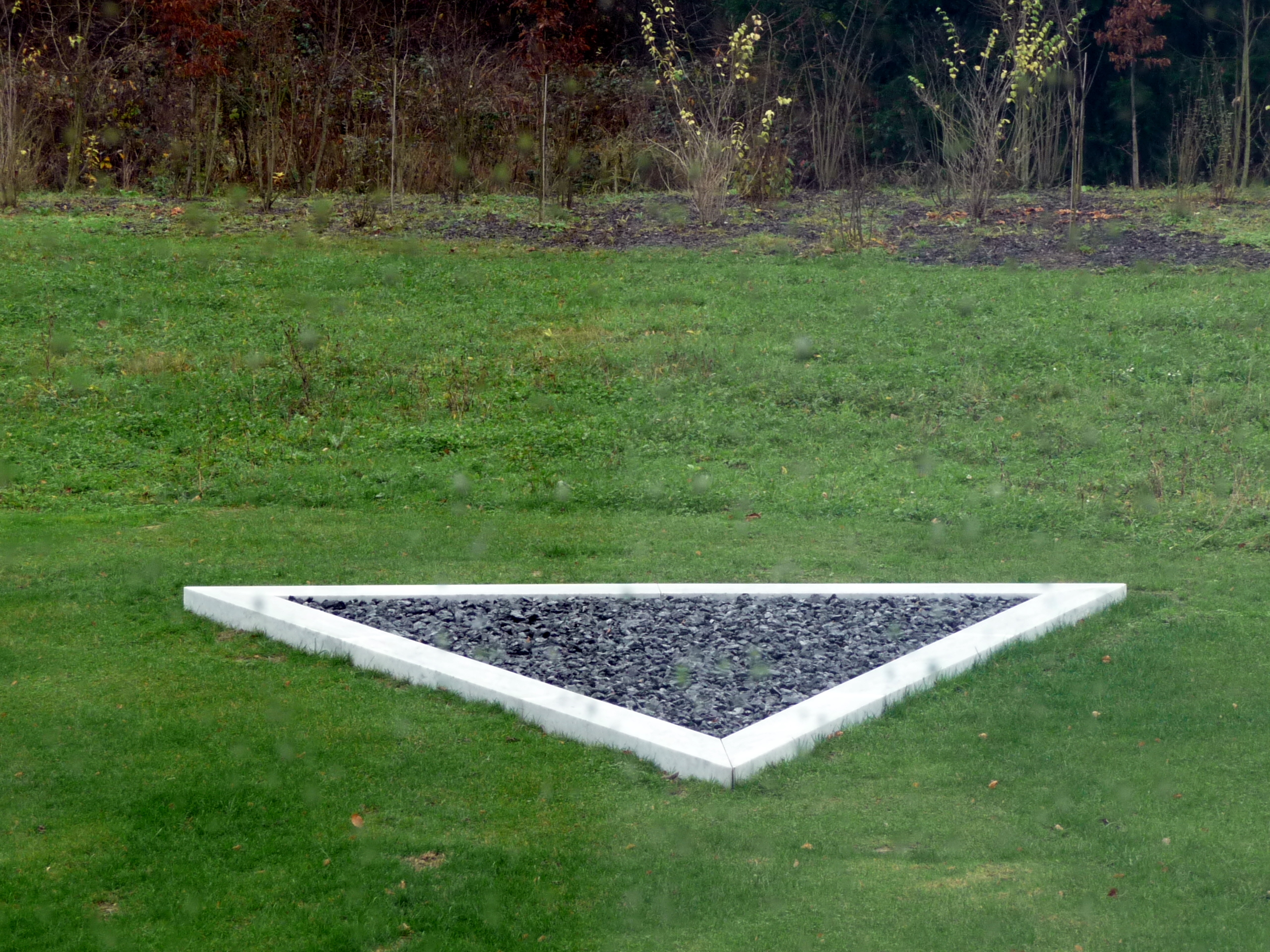
Land-Art-Objekt vor dem Arp-Museum, Bahnhof Rolandseck

Nach frühen konkreten geometrischen und konzeptionellen Arbeiten, die u. a. durch seine Freundschaft zu Sol LeWitt und Tadaaki Kuwayama angeregt worden sind, wandte er sich von minimalistischen Positionen ab, um sich Aspekten der Landschaft und der Natur zuzuwenden. Als Künstler englischer Herkunft ist Hutchinson verwurzelt in der Tradition von Gartenkunst, Landschaftsmalerei und Naturpoesie, wie sie in den  großen englischen Malern und Poeten des 18. und 19. Jahrhunderts wie John Constable, William Wordsworth oder William Blake verkörpert wird. Die Land-Art Hutchinsons nimmt in diesem Zusammenhang eine unverwechselbar eigene Prägung an. Anders als Protagonisten der Land-Art wie Robert Smithson oder Michael Heizer, deren Konzepte sich durch raumgreifende Interventionen in die Natur manifestieren, richtet Hutchinson den Blick einerseits auf temporäre Prozesse von Veränderungen in der Natur, sowohl auf Wachsen, Entfaltung, Kristallisierung als auch auf deren Verwesung und Verfall, andererseits richtet er den Blick des Sammlers auf die Landschaft, aus der er ausgewählte Stücke in seine Arbeiten integriert. Während die großen englischen Gartenarchitekten des 19. Jahrhunderts in ihren Gärten und Parks an der Schaffung einer idealen Naturlandschaft arbeiteten, entfaltet Hutchinson in seinen oft großformatigen, farbenfrohen Fotocollagen Visionen einer utopischen Ideallandschaft. Ähnlich wie seine britischen Künstlerkollegen Richard Long oder Hamish Fulton exportiert er alte Konventionen der Landschaftsmalerei von der Leinwand in die wirkliche Natur.

### Land-Art
Hutchinsons Land-Arbeiten beginnen in den 1960er Jahren. Eine erste Aktion fand in den Gewässern um Tobago statt, als er an einem Seil Säcke, die mit zerhackten Flaschenkürbissen gefüllt waren, in regelmäßigen Abständen befestigte und das Seil an einem Korallenriff verankerte. Die durch den Verwesungsprozess entstehenden Gase produzierten flüchtige Muster auf der Meeresoberfläche.

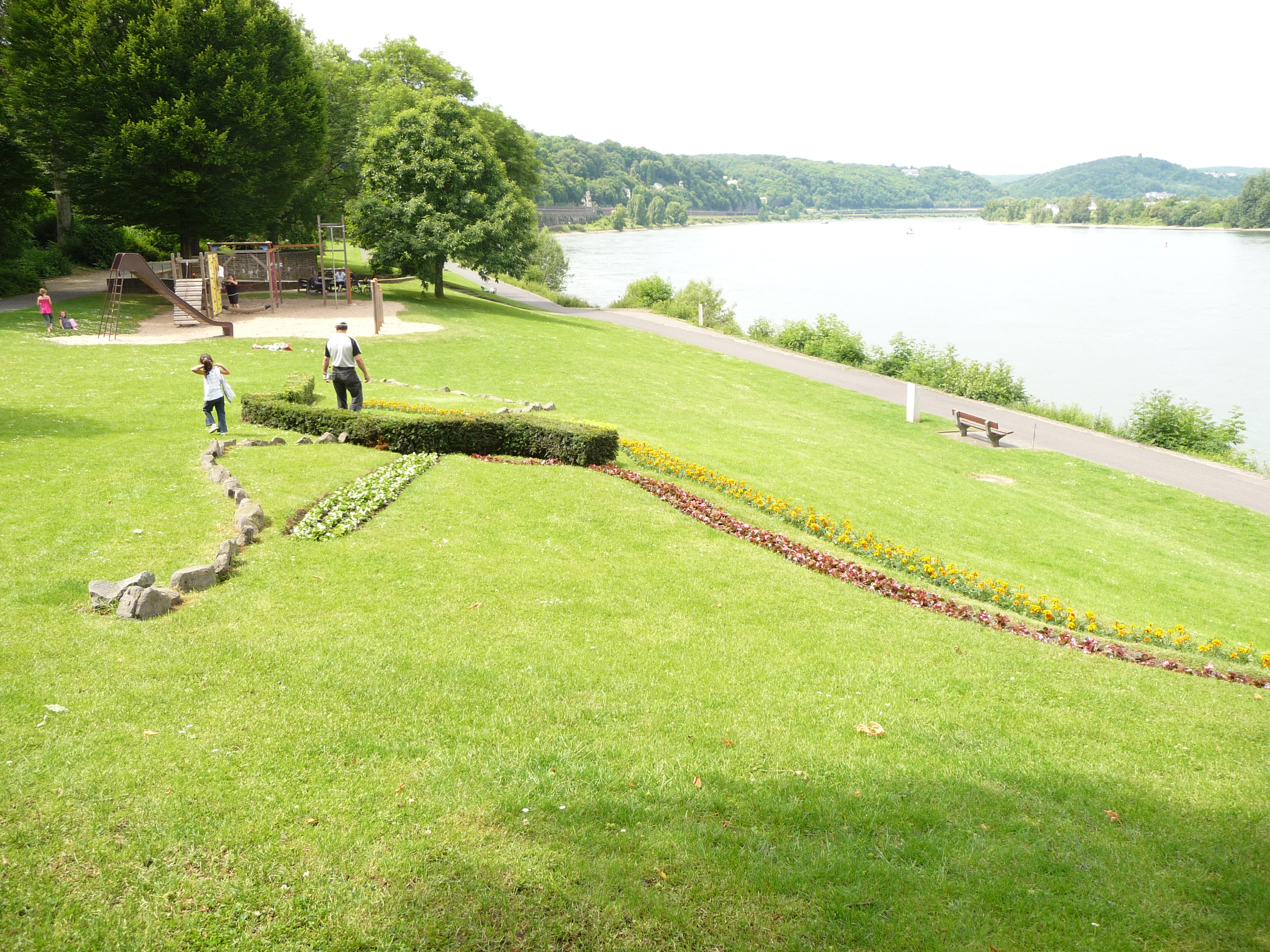
Thrown Rope, Skulpturenufer, Remagen

Im folgenden Jahr bestieg er den Vulkan Paricutín in Mexiko und legte einen Kranz von Brotbrocken um den Kraterrand, um das schöpferische Wirken der Natur zu beobachten. Durch das Einwirken vulkanischer Dämpfe und die zersetzende Tätigkeit endemischer Bakterien verformten sich die Brotbrocken und nahmen immer neue Formen und wechselnde flammende Farben an, ein Vorgang, den Hutchinson mit der Kamera dokumentierte.  

### Assemblagen
Frucht seiner langen Reisen und seiner Streifzüge durch nahezu unberührte Naturlandschaften von Hochgebirgen, Vulkanen oder Meeresufern  sind seine setzkastenartigen Assemblagen, in denen er seine Fundstücke und Mitbringsel einer scheinbar systematischen Ordnung unterwirft und in Schaukästen vom Charme alter Realienkabinette präsentiert. Einzuordnen in diesen Kontext sind seine dreidimensionalen farbenprächtigen Landschaften, die aus der Kombination von farblich behandelten Mineralien, Holz oder anderem organischen Material mit Fundstücken aus dem Schutt unserer Zivilisation Skulpturen von eigener Ausstrahlung entstehen lassen.  

### Collagen
Hutchinson arrangiert Ausschnitte aus seinen Fotografien, die er während seiner Reisen und später auch während der Beobachtung und Dokumentation seines eigenen Gartens aufgenommen hat, zu neuen, üppig blühenden idealen Landschaften. Aufnahmen von Gebirgsszenerien, Natur- und  Gartenlandschaften, von Architektur, Flora und Fauna dienen als Grundstoff zu seinen farbigen Panoramen oder patchworkartigen Kompositionen, die auch mit Ölkreiden, Gouache und Farbstiften bearbeitet sein können und die er jeweils mit einem handschriftlichen Kommentar begleitet.

## Werke (Auswahl)
- Prognosis Earth (Landscape Series), 2005. Photocollagen mit Gouache, Ölkreide, Tusche und Texten auf Karton
- Peter Hutchinson. An Alphabet Book Written as Alliterative Narratives for Each Letter. Accompanying drawings by author. Provincetown  1993. Künstlerbuch.
- Time, 1976; mehrteilige Arbeit aus schwarz-weißen und farbigen Fotografien
- Paracutin Volcano Project 1970, Künstlerbuch

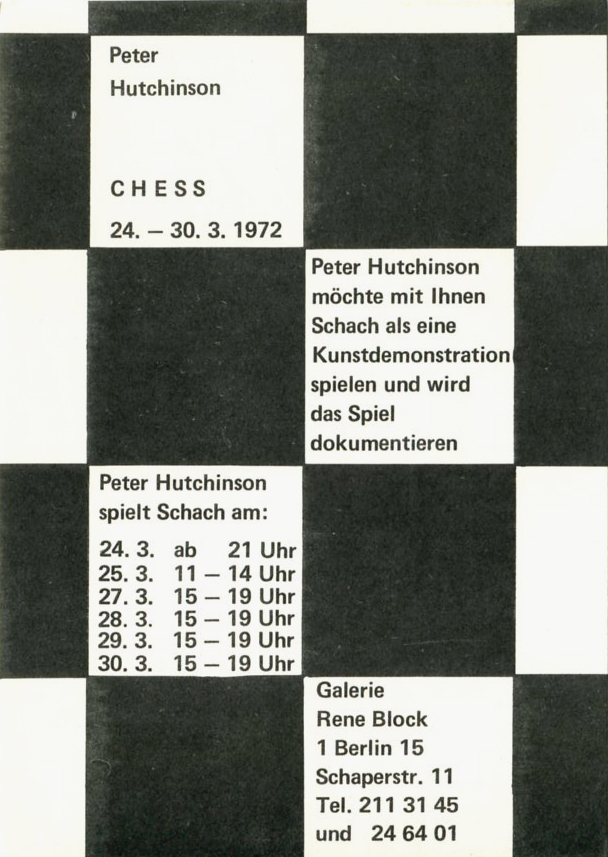
Einladungskarte der Galerie René Block, Berlin, 1972

## Ausstellungen (Auswahl)
- 1970  Evidence of the Flight of Six Fugitives. Museum of Contemporary Art, Chicago, Illinois
- 1972 Hamish Fulton und Peter Hutchinson, Kunstverein für die Rheinlande und Westfalen, Düsseldorf
- 1972 Peter Hutchinson : art from nature. Museum Haus Lange Krefeld, Düsseldorf
- 1972 CHESS, Hutchinson spielt mit den Besuchern Schach. Aktion in der Galerie René Block, Berlin
- 1974 Works. Stedelijk Museum Amsterdam
- 1994  The Narrative Art of Peter Hutchinson: A Retrospective. Provincetown Art Association and Museum Provincetown, MA
- 1997 Foto Text Text Foto, Frankfurter Kunstverein, Frankfurt am Main
- 1998 Arbeiten der 70er bis 90er Jahre. Kunstverein Ulm
- 2004 Behind the Facts. Fundació Joan Miró Barcelona; Museum, Porto, Portugal
- 2005 Behind the Facts. Museum Fridericianum, Kassel
- 2006 La Photographie écrite. 1950–2005. Centre National d’Art et du Paysage – Vassivière et Limousin, Ile de Vassivière, France
- 2009 Erträumte Paradiese. Arp Museum Bahnhof Rolandseck, Remagen